# Asa (album)
Asa je šesté studiové album německé viking/folk/black metalové skupiny Falkenbach z roku 2013, které vyšlo u německého vydavatelství Prophecy Productions. Album nazpíval a všechny nástroje nahrál jediný stálý člen kapely Markus Tümmers alias Vratyas Vakyas.
Skladba Eweroun vyšla u Prophecy Productions i samostatně jako sedmipalcový vinylový singl (ještě před albem, v dubnu 2013).

## Seznam skladeb
1. "Vaer stjernar vaerdan" – 4:40
2. "Wulfarweijd" – 3:52
3. "Mijn laezt wourd" – 3:45
4. "Bronzen Embrace" – 4:02
5. "Eweroun" – 5:50
6. "I nattens stilta" – 6:24
7. "Bluot fuër bluot" – 3:59
8. " Stikke wound" – 2:58
9. "Ufirstanan folk" – 5:51

## Sestava
- Vratyas Vakyas – vokál, všechny nástroje